# A.C. Montagnana
Associazione Calcio Montagnana là một câu lạc bộ bóng đá Ý tại Montagnana  ở tỉnh Padua. Đội đã chơi ở Serie C và Serie D.